# ニンゲン合格
『ニンゲン合格』（ニンゲンごうかく）は、黒沢清監督、西島秀俊主演による1999年の日本映画。

## ストーリー
14歳のときに交通事故に遭った吉井豊（西島秀俊）が10年間の昏睡状態から目覚めると、両親は離婚し、妹は親元を離れて恋人と暮らしていた。父の友人であり産業廃棄物の不法投棄を請け負っている藤森（役所広司）が、豊の面倒を見ることになる。家族を取り戻したい豊は、一家が経営していたポニー牧場を立て直そうとするが、10年前に豊を轢いた室田（大杉漣）が牧場を破壊する。そこへ、しばらく姿を消していた藤森が戻ってくる。豊は、藤森とともに引っ越しの準備を始めるが、崩れてきた冷蔵庫の山の下敷きになって命を落とす。

## キャスト
- 吉井豊：西島秀俊
- 藤森岩雄：役所広司
- 吉井真一郎：菅田俊
- 岩谷幸子：りりィ
- 吉井千鶴：麻生久美子
- 加崎：哀川翔
- ミキ：洞口依子
- 室田：大杉漣
- 久留米：鈴木ヒロミツ
- 医師：豊原功補
- 上田明：戸田昌宏
- 上田の母：山村美智子
- トラックに轢かれそうになるオヤジ：諏訪太朗
- 大鷹明良、井上肇、バター犬たろう、アル北郷、ガンビーノ小林　ほか

## スタッフ
- 監督・脚本：黒沢清
- 音楽：ゲイリー芦屋
- 劇中歌：洞口依子「月影のレヴュウ」（作曲：ゲイリー芦屋　作詞：東西蘭月）
- 撮影：林淳一郎
- 美術：丸尾知行
- 照明：豊見山明長
- 録音：井家眞紀夫
- 編集：大永昌弘
- 音響効果：丹雄二
- 整音：中田裕章
- 助監督：吉村達矢、毛利安孝、野本史生、安達耕平
- 制作担当：金宗晩
- スクリプター：小山三樹子
- MA：アオイスタジオ
- 現像：東京現像所
- 製作協力：ツインズ
- 製作者：加藤博之
- 企画：土川勉、神野智
- プロデューサー：下田淳行、藤田滋生
- 製作：大映

## 評価
『Midnight Eye』のTom Mesは、「黒沢清のキャリアは概ねホラー映画とVシネマのヤクザ映画によって特徴づけられるが、『ニンゲン合格』は彼がドラマ演出に同じくらい熟達していることを証明する」と述べた。
第9回日本映画プロフェッショナル大賞において、本作がベスト10の第4位に選ばれ、西島秀俊が主演男優賞を受賞した。